# چنچینا
چنچینا (به لهستانی: Cięcina؛ ‏ [t͡ɕenˈt͡ɕina]) یک روستا در لهستان است که در Gmina Węgierska Górka واقع شده‌است. چنچینا ۴٬۳۷۳ نفر جمعیت دارد.